# TVRi
TVR International  (68 de Ani Televiziunea Română) Internațional) (на румънски: Televiziunea Română Internațional) е международен телевизионен канал на държавната обществена телевизия TVR, основан на 1 декември 1995 г. Каналът е безплатен и излъчва по кабел и сателит към румънските общности по света, излъчва в Северна и Южна Америка, Европа, Северна Африка, Близкия Изток, Азия, Австралия, Нова Зеландия и Океания.